# Art en ligne
Depuis le milieu des années 1990, l'interréseau Internet est un espace actif d'expérimentations artistiques. L'art en ligne, souvent nommé par le terme anglophone net art, utilise ainsi le réseau Internet comme support de diffusion, mais aussi et surtout comme espace de création et d'existence même de l'œuvre. D'un point de vue technique, cette forme de pratique artistique implique l'infrastructure, les langages de programmation et les protocoles de l'Internet. L'art en ligne est l'une des disciplines de l'art numérique. 

## Diversité des pratiques
Certaines pratiques ont le réseau et ses usages comme sujet, d'autres ont une vocation purement plastique et d'autres encore ont des sujets particuliers pour lesquels le réseau est un lieu intéressant, tels que la citoyenneté ou la censure.
Certaines propositions artistiques sont statiques (une simple page html par exemple), d'autres sont interactives (les actions de l'utilisateur sont prises en compte et utilisées comme moteur ou comme perturbateur de l'œuvre), d'autres encore sont génératives (se modifient en suivant les instructions d'un programme). Il existe également des œuvres dites contributives ou participatives, elles reposent sur la participation volontaire ou non du public.

## Spécificités de l'art en ligne
- La nature immatérielle de tout ou partie de l'œuvre. Elle existe en partie sous forme de codes et ne se révèle parfois dans sa dimension sensible que lorsqu'elle est activée par des spectateurs ou des acteurs.
- L'ubiquité. L'œuvre peut se matérialiser en différents endroits du réseau global et ce simultanément.

## Artistes et collectifs
- Annie Abrahams
- Maurice Benayoun
- Michaël Borras (dit Systaime)
- Émilie Brout & Maxime Marion
- Christophe Bruno
- Heath Bunting
- Lucille Calmel
- Agnès de Cayeux
- Grégory Chatonsky
- Thomas Cheneseau / Facebook art
- Shu Lea Cheang
- Étienne Cliquet
- Claude Closky
- Vuk Cosic
- Reynald Drouhin
- Erational
- Nicolas Frespech
- David Guez
- le collectif incident.net depuis 1994
- JODI
- Michaël Renassia
- Yann Le Guennec
- Olia Lialina
- Albertine Meunier
- Mouchette (en)
- Sergio Maltagliati
- Mark Napier / Potatoland
- Old Boys Network
- RYBN
- Antoine Schmitt
- Cornelia Sollfrank
- Jeffrey Shaw
- Alexei Shulgin
- Synesthésie
- le collectif Téléférique
- Générateur Poïétique
- VNS Matrix
- Young Hae Chang Heavy Industries